# Brian Nielsen
Pour les articles homonymes, voir Nielsen.
Brian Nielsen est un boxeur danois né le 1er avril 1965 à Korsoer.

## Carrière amateur
En 1992, il est sélectionné pour les Jeux olympiques de Barcelone dans la catégorie super-lourds. Il est éliminé au stade des demi-finales par Roberto Balado 15 points à 1 mais remporte la médaille de bronze.

## Carrière professionnelle
Il passe professionnel dans la catégorie poids lourds à 27 ans en septembre 1992. Entre fin 1992 et l'été 1994, il remporte 12 victoires. 
Son style se caractérise par une pression constante, avançant sans relâche sur son adversaire. En octobre 1994, pour son premier véritable test, il fait face à l'ancien champion du monde WBA James Smith à Copenhague. Fidèle à son style, il bat l'américain au cinquième round. Nielsen poursuit sa route et bat deux autres anciens champions du monde des lourds et lourds-légers en octobre et décembre 1995 : Tony Tubbs en 4 rounds et Carlos De León en 3 rounds. Le 21 janvier 1996, après 23 victoires en autant de combats, il affronte Tony LaRosa. Ce combat a pour enjeu le titre mondial IBO (titre mineur au niveau international). Nielsen devant ses compatriotes bat son adversaire en deux reprises. Désormais, quitte à ne jamais boxer pour des titres majeurs, il boxe à la maison.
Nielsen défend une première fois son titre face à l'ex challenger WBC, le puncheur Phil Jackson, toujours au Danemark: il s'en débarrasse en six rounds. Il bat la même année 5 adversaires d'affilée. Parmi ceux-ci, les vétérans Mike Hunter et Jerry Halstead sont mis hors de combat en 5 et 2 rounds et l'ex champion olympique Andrew Maynard en 6 rounds.
Après ces combats, il défend son titre une deuxième fois face à une légende des poids lourds, l'ancien double champion du monde Larry Holmes, le 24 janvier 1997. Pour la première fois, il est à la limite d'être battu mais le fait de boxer à domicile contribue finalement à ce qu'il soit déclaré vainqueurs aux points. Après 4 nouvelles victoires face à des faire-valoir, Brian Nielsen défend son titre contre Don Steele, invaincu en 41 combats, tous remportés par KO, mais contre des adversaires de niveau modeste. Steele se retrouve à terre dès le premier round. À peine relevé, il encaisse de nombreux coups avant que le gong sonne. Au deuxième round, il retourne deux fois au tapis, la deuxième fois pour le compte.
À la suite de cette victoire, Nielsen remporte neuf autres combats notamment contre Lionel Butler (terrassé au premier round par une droite au plexus) et Peter McNeeley, adversaire médiatique mais limité qui est mis KO en 3 rounds. À 34 ans, Brian Nielsen totalise 48 victoires (32 KO) et aucune défaite. Il égale le record de Rocky Marciano (49 victoires en 49 combats) en battant Tim Witherspoon par KO technique au 4e round, sans toutefois avoir détenu de ceinture mondiale majeure, contrairement à Marciano.
Lorsqu'il affronte l'américain Dicky Ryan, il est finalement battu par arrêt de l'arbitre au dixième round. Il perd ainsi une occasion de titre mondial face à Lennox Lewis ainsi que son titre IBO alors qu'il ne l'avait pas mis en jeu. Se relançant fin 1999 après 4 nouvelles victoires, Nielsen s'empare d'un nouveau titre mineur (IBC) en 2001 aux dépens de Troy Weyda en 8 rounds. Il défend son titre face à l'ancien espoir Jeremy Williams (KO au cinquième round), Andy Sample (KO au deuxième round) et Thomas Williams (KO au troisième round). Il prend ensuite sa revanche en dominant Dicky Ryan et pour son dernier combat titre en jeu, il domine Orlin Norris aux points en 12 rounds.
En 2001, Mike Tyson choisit d'affronter Brian Nielsen. À 36 ans, ce dernier à droit à un grand coup de projecteur. Si Nielsen est une star au Danemark, il est peu connu hors de son pays. Avec 60 victoires (43 KO) et 1 défaite, s'il l'emporte c'est la porte ouverte pour un combat de championnat du monde contre Lennox Lewis. Au Danemark, c'est le plus gros événement sportif de l'année. Le combat a finalement lieu le 13 octobre 2001. Nielsen résiste bien mais chute pour la première fois de sa carrière au troisième round. Il est vite débordé les rounds suivants et abandonne à l'appel du septième round. Par la suite, il remporte deux nouvelles victoires dont une face à l'ex champion du monde des lourds-légers Uriah Grant. En 2003, à la suite d'une bagarre, il effectue 40 jours de prison, il ne combattra plus sur le ring durant le reste de la décennie.
En mai 2011, il remonte sur le ring après 9 ans d'absence, face à Evander Holyfield. Bien qu'il monte sur le ring à 108 kilos, soit le poids le plus faible enregistré de toute sa carrière professionnelle, la ceinture WBF que détient Holyfield n'est pas en jeu, vu l'âge et la longue absence de Nielsen. Il est battu par KO technique au 10e round.